# Graz 99ers
Graz 99ers är en ishockeyklubb från Graz, Steiermark i Österrike, som spelar i Österrikiska ishockeyligan. Det fullständiga namnet är EC Moser Medical Graz99ers. Klubben bildades 1999 efter att det tidigare laget från staden, EC Graz gått i konkurs med stora skulder. Klubben har även haft juniorlag som spelat i ICE Juniors League och ICE Young Stars League.